# Привокзальная площадь (Челябинск)
Привокза́льная пло́щадь — одна из самых крупных (свыше 500 м в длину и 200 м в ширину) и наиболее важная в транспортном значении площадь Челябинска. Расположена в центре города, ограничена с севера улицами Свободы и Цвиллинга, с запада — улицами Овчинникова и Степана Разина, с юга — улицей Доватора, а с восточной стороны — железнодорожными путями станции Челябинск-Главный.

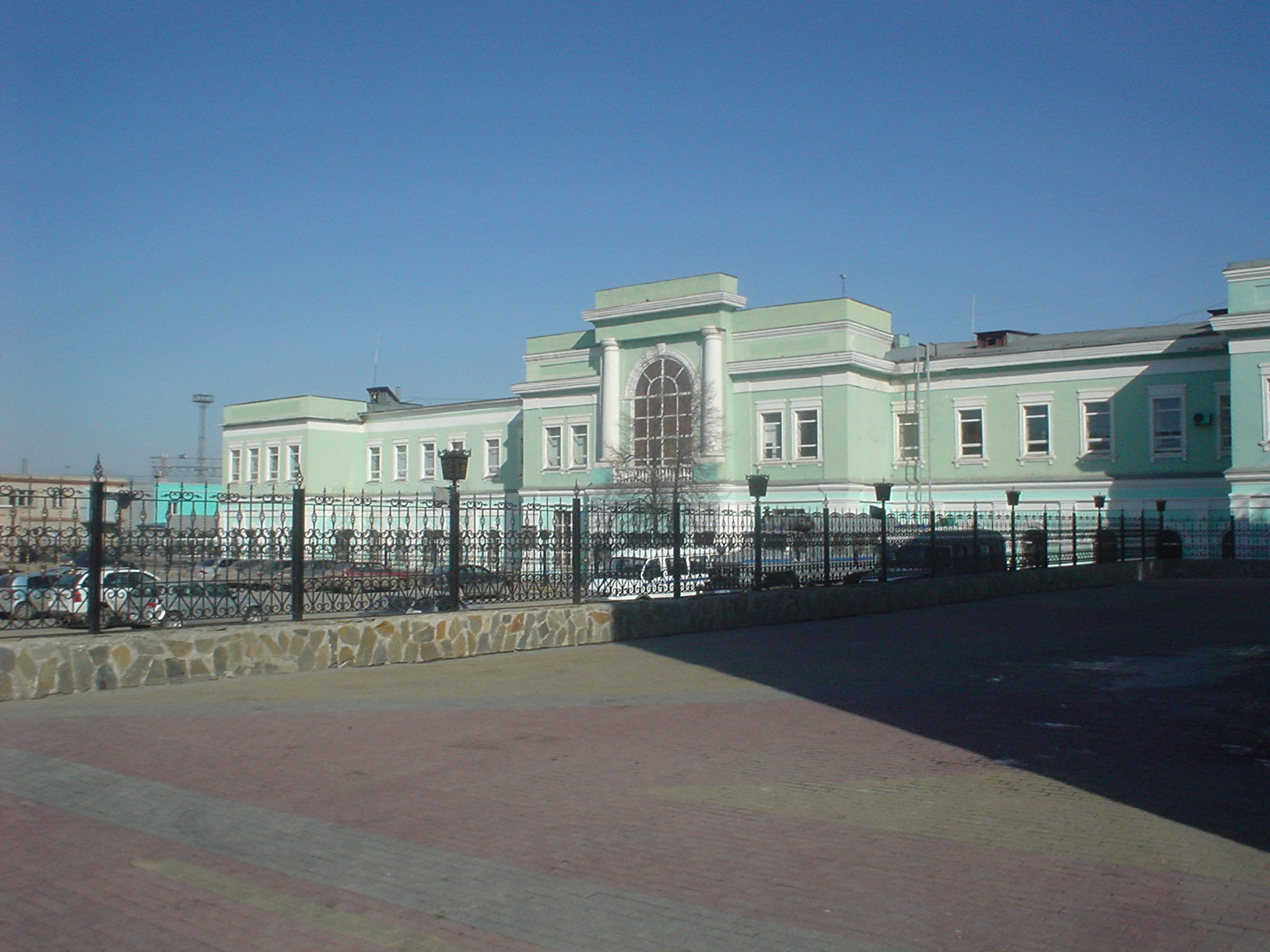
Здание старого вокзала, до 1965 года это была вся Привокзальная площадь, а сейчас это лишь небольшой участок в её северо-восточной части

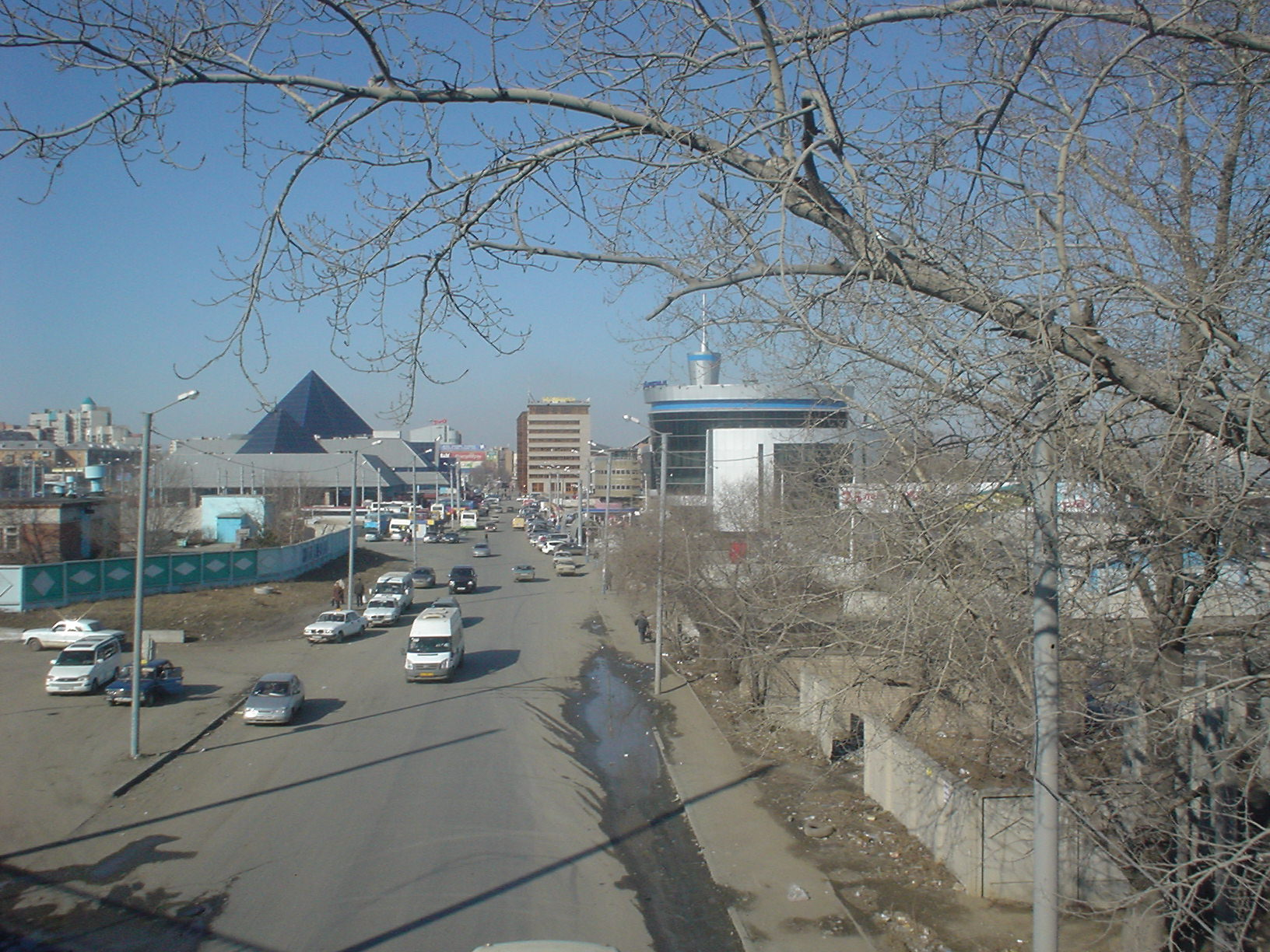
Вид с юга на Привокзальную площадь. В начале XXI века она тянется до самого горизонта.

В центре площади находится один из самых символичных памятников города — «Сказ об Урале», а также «Памятник белочехам» на северной окраине площади и памятник-макет паровоза «двухпарки» (тип 2-2-0) возле церкви. На площади находятся железнодорожный вокзал «Челябинск», пригородный железнодорожный вокзал, Церковь Смоленской иконы Божией Матери. С юга площадь обрамляет торговый комплекс «Синегорье» с автовокзалом, к западу находится гостиница «Челябинск».
Площадь сформировалась в конце XIX века после строительства железнодорожного вокзала (окончен в 1892) и станции Челябинск. Вокзал всегда был доминантой площади. В советское время площадь неоднократно перестраивалась и расширялась. Особенно крупная реконструкция произошла в связи с вводом нового здания железнодорожного вокзала в 1965 году. С самого начала площадь была торговым центром этой части города, в 90-е годы XX века на Привокзальной площади также находился рынок, позднее на его месте был построен ТК «Синегорье».
С 1999 по 2005 год проводилась комплексная реконструкция здания железнодорожного вокзала, а вместе с ним и Привокзальной площади. Были перенесены южнее разворотные кольца трамвая и троллейбуса, переместился автовокзал, площадь выросла почти вдвое. В 2007 году закончено строительство нового пригородного вокзала.
Привокзальная площадь имеет важное значение в транспортной инфраструктуре города. На Привокзальную площадь выходит строящееся внутреннее транспортное кольцо Челябинска. В южной части площади находится крупнейшая в городе транспортная развязка, связывающая Советский и Ленинский районы Челябинска. На площадь выходит пешеходный мост из Ленинского района.
На привокзальной площади расположены разворотные кольца троллейбуса, трамвая и автобуса, маршрутного такси. В перспективе под площадью должна разместиться станция второй очереди строящегося Челябинского метрополитена.

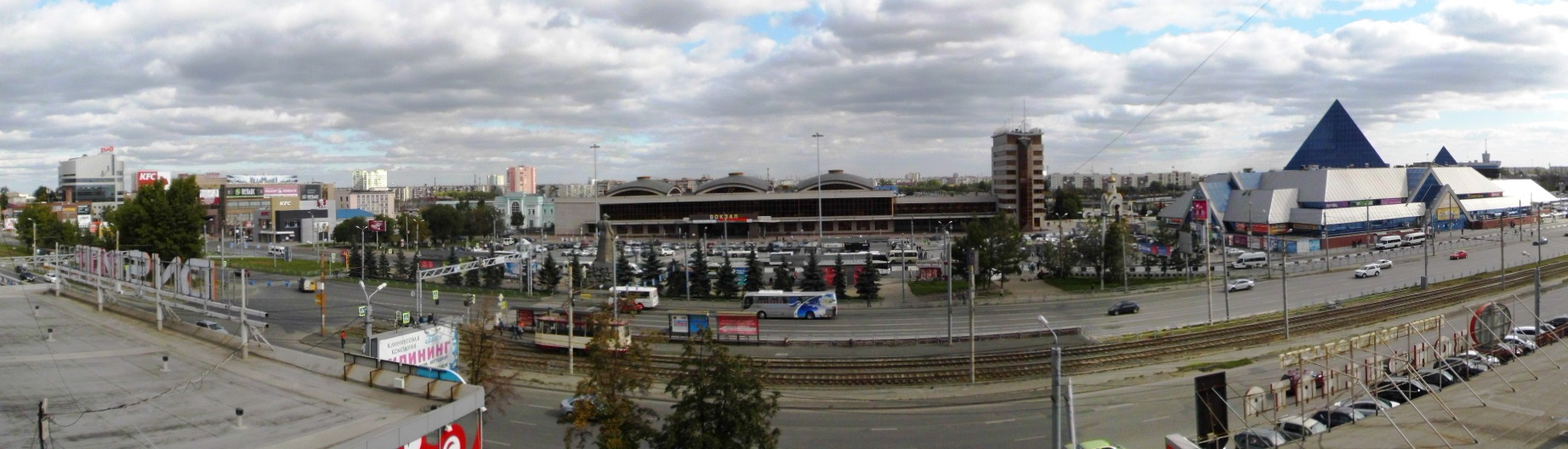
Привокзальная площадь и проезжие части улицы Степана Разина (панорамный снимок)